# مانل مارتینز
مانل مارتینز (انگلیسی: Manel Martínez؛ زادهٔ ۲۵ مارس ۱۹۹۲) بازیکن فوتبال اهل اسپانیا است.
از باشگاه‌هایی که در آن بازی کرده‌است می‌توان به باشگاه فوتبال رئال مورسیا اشاره کرد.